# Daubensand
Daubensand es una localidad y comuna francesa, situada en el departamento del Bajo Rin en la región de Alsacia.
- Datos: Q21226
- Multimedia: Daubensand / Q21226

1. ↑  Worldpostalcodes.org, código postal n.º 67150.
2. ↑  INSEE, Datos de población para el año 2012 de Daubensand (en francés).